# Sede titolare di Proconneso
Proconneso (in latino Proconnesia) è una sede arcivescovile titolare della Chiesa cattolica.

## Storia
Proconneso, sull'isola di Marmara nell'odierna Turchia, è un'antica sede arcivescovile della provincia romana dell'Ellesponto nella diocesi civile di Asia e nel patriarcato di Costantinopoli. Nel maggio del 1823 fu ulteriormente elevata al rango di sede metropolitana. Nel settembre 1922, nel contesto del conflitto che vide opposti la Grecia e la Turchia, tutti i cristiani greci che abitavano l'isola di Marmara furono fatti evacuare verso la Grecia prima dell'arrivo dell'esercito turco (1923). Oggi non esistono più cristiani ortodossi nel territorio dell'antica metropolia di Proconneso.
Dal XIX secolo Proconneso è annoverata tra le sedi arcivescovili titolari della Chiesa cattolica; la sede è vacante dal 26 giugno 1967.

## Cronotassi degli arcivescovi titolari
- Pierre-Marie Gentet † (10 dicembre 1895 - 6 marzo 1896 deceduto)
- Giovanni Carli † (24 marzo 1898 - 19 giugno 1899 nominato vescovo di Luni, Sarzana e Brugnato)
- Tommaso Cirielli † (19 giugno 1899 - 26 febbraio 1902 deceduto)
- Alfonso Maria Giordano, C.SS.R. † (16 dicembre 1907 - 10 febbraio 1908 deceduto)
- Augusto Klinke Leier † (11 novembre 1908 - 8 aprile 1932 deceduto)
- Basilio Cattan † (5 agosto 1933 - 11 maggio 1952 deceduto)
- Cornelio Sebastiano Cuccarollo, O.F.M.Cap.  † (10 luglio 1952 - 24 maggio 1963 deceduto)
- Pacifico Giulio Vanni, O.F.M. † (13 luglio 1963 - 26 giugno 1967 deceduto)